# Liste der denkmalgeschützten Objekte in Klagenfurt am Wörthersee-Neudorf
Die Liste der denkmalgeschützten Objekte in Klagenfurt am Wörthersee-Neudorf enthält die denkmalgeschützten, unbeweglichen Objekte der Katastralgemeinde Neudorf der Gemeinde Klagenfurt am Wörthersee.

## Denkmäler
| Foto |                 | Denkmal                                                       | Standort                                  | Beschreibung | Metadaten |
| ---- | --------------- | ------------------------------------------------------------- | ----------------------------------------- | --- | --- |
| ja   | Datei hochladen | Stadtburgfriedstein von 1556 HERIS-ID: 35695 Objekt-ID: 34492 | bei Quellenstraße 10 Standort KG: Neudorf | Der mit 1556 bezeichnete Stadtburgfriedstein ist eine steinerne runde Schreibe von 100 × 40 cm und diente als Vermessungs- und Grenzzeichen. | BDA-Hist.: Q37966546 Status: Bescheid Stand der BDA-Liste: 2025-06-30 Name: Stadtburgfriedstein von 1556 GstNr.: 1277/1 Stadtburgfriedstein Klagenfurt |